# Lone Survivor (Computerspiel)
Lone Survivor ist ein Independent-Survival-Horror-Videospiel, das von Jasper Byrne bei Superflat Games entwickelt wurde. Es erschien 2012 für Windows und MacOS, wurde 2013 als Lone Survivor: The Director’s Cut neu veröffentlicht und auf Linux, PlayStation 3 und PlayStation Vita portiert und ist seit 2014 auch auf der Playstation 4 und Wii U verfügbar.
Lone Survivor ist ein 2D-Side-Scroller, dessen Grafikstil der 16-Bit-Ära nachempfunden ist. Es wurde stark von den älteren Teilen der Silent-Hill-Reihe inspiriert und enthält diverse Anspielungen auf diese. Jasper Byrne hatte zuvor schon das Silent-Hill-2-Demake Soundless Mountain II im 8-Bit Stil entwickelt und veröffentlicht.

## Spielmechanik
Der Spieler steuert einen namenlosen, von der Außenwelt isolierten und mental labilen Mann. Auf der Suche nach anderen Überlebenden findet er verschiedene Gegenstände und Schlüssel, die für das Lösen von Rätseln und Puzzles benötigt werden. Der Überlebende muss regelmäßig Nahrung zu sich nehmen, welche in der Spielwelt gefunden werden kann, und schlafen, wozu er in sein Apartment zurückkehren muss. Durch in der Spielwelt verteilte Spiegel kann der Überlebende in sein Apartment zurückreisen, welches gleichzeitig der einzige Ort ist, an welchem der Spielfortschritt gespeichert werden kann.
Teile des Spiels können nur mit einer Taschenlampe einigermaßen sicher passiert werden. Diese verbraucht jedoch Batterien und ihr Licht zieht Mutanten an. Zwar findet der Überlebende eine Pistole, aber Munition ist selten und laute Geräusche erregen die Aufmerksamkeit der Mutanten. Stattdessen können die Mutanten mit Fleisch oder Leuchtfackeln abgelenkt werden, was dem Überlebenden erlaubt sich an ihnen vorbeizuschleichen. Das Spiel stellt eine Karte zur Verfügung, pausiert den Spielverlauf aber nicht, während der Spieler diese ansieht oder im Inventar zugange ist.
Ein wichtiger, nicht auf den ersten Blick offensichtlicher Aspekt des Spiels ist die geistige Gesundheit des Überlebenden. Er kann Pillen einnehmen, statt zu schlafen, was allerdings zu Lasten seiner geistigen Gesundheit geht. Die Erlebnisse außerhalb seiner Wohnung können ihn weiter traumatisieren und je schlechter sein Gesamtzustand wird, desto mehr feindseligen Halluzinationen begegnet er.

## Handlung
Der Überlebende findet sich in einer postapokalyptischen Welt wieder, in der eine Infektionskrankheit die Menschen in grausige Mutanten verwandelt hat. Da seine Vorräte absehbar zur Neige gehen und er von seltsamen Träumen geplagt wird, entschließt er sich aufzubrechen, um nach Nahrung und anderen Überlebenden zu suchen. Dabei findet er mit Notizen versehene Karten, Tagebucheinträge und empfängt hin und wieder Signale auf seinem Radio. Über das Radio ergibt sich auch der Kontakt mit einem Mann, der sich als „der Direktor“ bezeichnet. Außerdem begegnet der Überlebende mehrfach einem Mädchen aus seinen Träumen.
Schließlich gelingt es dem Überlebenden, sein Apartmentgebäude zu verlassen. Der Direktor wird beim Versuch, die Stadt zu verlassen, von einem Monster mit Sichelarmen getötet und gibt dem Überlebenden im Sterben den Tipp, das Krankenhaus aufzusuchen. Dort findet der Überlebende eine Patientenakte über sich selbst, obwohl er sich sicher ist, dort nie Patient gewesen zu sein.
Nachdem der Überlebende in einem Zimmer eingesperrt wird, nimmt er, abhängig von den im Spiel getroffenen Entscheidungen, eine blaue, rote oder grüne Pille und legt sich schlafen, bevor das Spiel endet.

### Enden
Die Entscheidungen des Spielers und Interaktionen mit den Bewohnern der Spielwelt beeinflussen, welches der fünf Enden des Spiels eintritt, von denen zwei erst im Director’s Cut hinzukamen und auch erst beim zweiten Durchspielen erreicht werden können. Die relevanten Handlungen werden während des Abspanns gezeigt und verdeutlichen dem Spieler so, weshalb genau dieses Ende eintrat. Ein Spieldurchlauf dauert etwa drei bis acht Stunden.

## Rezeption
Lone Survivor erhielt im Allgemeinen gute Bewertungen und wurde vor allem für seine Handlung und die Rückbesinnung auf klassische Horrorelemente gelobt. Kritisiert wurde die schwierige Navigation, da die Karte aus der Vogelperspektive gezeichnet ist, das Spiel die Welt jedoch von der Seite darstellt. Außerdem gibt es diverse Sackgassen im Spiel, wenn bestimmte Gegenstände noch nicht gefunden worden sind.
Laut Metacritic wurde das Spiel auf den verschiedenen Plattformen von Kritikern im Schnitt mit 76 (Wii U) bis 84 (PlayStation 3) von 100 Punkten bewertet. Die Benutzerbewertungen liegen mit 66 (Playstation 4) bis 80 (PlayStation Vita, Wii U) Punkten etwas niedriger.
Bereits zum Release des Director’s Cuts 2013 hatte das Spiel sich über 800.000 Mal verkauft und auch auf der PlayStation 3 waren die Verkaufszahlen zufriedenstellend, obwohl das Spiel dort eine Woche nach GTA V veröffentlicht wurde. Verantwortlich dafür waren nicht, wie sonst üblich, hohe Verkaufszahlen direkt nach Veröffentlichung, sondern ein stetiger Strom neuer Käufer über einen längeren Zeitraum.